# MicroHobby
MicroHobby è stato un periodico in lingua spagnola incentrato sui videogiochi per ZX Spectrum e pubblicato per la prima volta nel novembre 1984. Cessò l'attività col numero 217, nel 1992.
MicroHobby fu una delle prime riviste spagnole consacrate al mondo videoludico e punto di partenza per la casa editrice Hobby Press.